# Jean Fautrier
Jean Fautrier (París, 16 de maig de 1898 – Châtenay-Malabry, 21 de juliol de 1964) fou un pintor i escultor francès. Fou un dels més importants representants del taquisme, tendència dins de l'Art informel.

## Biografia
Nascut a París, després de la mort del seu pare marxà amb sa mare a Londres. Als 14 anys entrà a estudiar a la Royal Academy, on tingué com a professor a Sickert. També estigué a l'Escola d'Art Slade. El 1917 tornà a França, en ser mobilitzat per a la Primera Guerra Mundial. En el transcurs de la guerra es veié sotmès als gasos i fou desmobilitzat.
Després de la guerra, es quedà a viure a París. Començà a pintar l'any 1921 i a l'any següent començaren les seves exposicions: Saló de Tardor de 1922, Galeria Fabre el 1923, Saló de les Teuleries el 1924. El 1927 pintà una sèrie de quadres (natures mortes, nus, paisatges) en els quals predomina el color negre. La seva obra s'emmarca en la tendència anticubista anàloga a la d'André Derain. El 1928 començà a treballar en una sèrie de gravats per a una edició il·lustrada de l'Infern de Dante, preparada per Gallimard (que no tingué èxit).
En els anys 1920 realitzà una sèrie de viatges que van fer evolucionar la seva obra, sobretot a partir de 1926, creant quadres de tons freds i ombrius. Fins a 1933, any en què acabà el seu contracte d'exclusivitat, dividí els seus esforços entre l'escultura i la pintura. Tingué el suport d'André Malraux i de Jean Paulhan. Amb tot, no tingué èxit i passà cinc anys (1934-1939) com a hostaler i instructor d'esquí a Tignes (Tarentaise, Vall d'Isère).
Fautrier tornà a dedicar-se a la pintura el 1937, i el 1943 feu la seva última escultura: la gran Tête d'otage. Aquell mateix any, detingut per la Gestapo alemanya, fugí de París i trobà refugi a Châtenay-Malabry, on començà a treballar en el projecte dels Otages (Ostatges). Aquests quadres s'exposaren el 1945 a la Galeria Drouin i suposaren el seu primer èxit artístic. Als anys següents, Fautrier treballà en la il·lustración de diverses obres, entre elles la Senyora Edwarda i Al·leluia de Georges Bataille (1947), i feu una sèrie de quadres dedicats a molts petits objectes familiars.
El 1950 inventà amb l'ajut de la seva companya, Jeanine Aeply, un procediment complex barrejant reproducció calcogràfica i pintura que permetia tirar les seves obres en nombrosos exemplars, tècnica que li permet la realització d'«originals múltiples» (en francès, Originaux multiples).
Com a reacció a la invasió soviètica d'Hongria l'any 1956, sobre el motiu dels Otages pintà la sèrie de Têtes de partisans.
Obtingué el gran premi de la Biennal de Venècia l'any 1960. La seva obra tardana és abstracta, generalment de mida petita, sovint combinant tècniques mixtes sobre paper, amb un contingut geomètric. Morí en Châtenay-Malabry el 1964. La Fundació Gianadda a Martigny organitzà una retrospectiva entre desembre de 2004 i març de 2005.

## Obres
- Senglar, 1926-1927, París, Centre Pompidou i Musée d'Art Moderne de la Ville de Paris.
- Jove bella, 1927, París, MAM de París.
- Infern de Dante, 1928, litografies.
- Maquis, 1928, París, col·lecció particular.
- Sèrie Ostatges (Ottages), 1943-1945.
- Nu, 1946.
- Senyora Edwarda i Al·leluia, de Bataille, 1947.
- Petit registre, 1958, col·lecció particular.
- Sense títol (1960). Es Baluard.